# Dusona constantineanui
Dusona constantineanui là một loài tò vò trong họ Ichneumonidae.